# Lucas Henveaux
Lucas Henveaux, född 25 september 2000, är en belgisk simmare.

## Karriär
Vid kortbane-EM 2023 i Otopeni tog Henveaux brons på 400 meter frisim. Vid olympiska sommarspelen 2024 i Paris tävlade han i tre grenar. Henveaux blev utslagen i semifinalen på 200 meter frisim samt i försöksheaten på både 400 och 800 meter frisim men noterade samtidigt nya belgiska rekord på både 200 och 800 meter frisim.